# Classe King Edward VII
La classe di navi da battaglia pluricalibro King Edward VII è stata la prima impostata per la Royal Navy britannica nel XX secolo. Le unità della classe vennero varate tra il 1903 e il 1905.

## Caratteristiche tecniche
Esse erano di circa 7 metri più lunghe della Classe Duncan immediatamente precedente, ma da questo non derivarono buone qualità di tenuta al mare e la manovrabilità, per quanto curata, era contraccambiata da una certa instabilità di rotta, causato dal rapido logorio degli agugliotti del timone, tanto che queste navi divennero note come The Wobbly Eight, "le otto barcollanti" per la difficoltà a tenere la rotta.
Esteticamente si facevano notare per la presenza di 2 grandi fumaioli a centro nave, preceduti e seguiti da 2 alti alberi tubolati, con tanto di coffe di osservazione.
Questo progetto presentò la principale novità dei cannoni BL 9,2 in Mk IX–X da 233 mm, eccellenti armi da guerra, capaci di perforare da rilevanti distanze le corazze delle navi di linea, ma dal momento che si volle anche un pesante armamento antisilurante si ricorse ad una batteria tripla, con le torri binate da 12 in/40 Mk. IX-12 in/45 Mk. X da 305 mm a prua e poppa (come al solito), i cannoni da 233 mm installati in torri laterali, le cui barbette erano parzialmente esterne allo scafo, mentre i 10 cannoni da BL 6 in Mk VII da 152 mm vennero costretti in uno spazio molto ristretto, in casematte a mezza nave. Così l'innovazione risultò in un progetto doppiamente insoddisfacente, in quanto i nuovi cannoni erano troppo pochi per determinare una marcata differenza, mentre i 152 erano stretti in spazi tali da risultare difficile usarli al meglio.
I cannoni Mk IX da 233 mm (9,2 in) erano capaci di perforare 250 mm di acciaio verticale a 3000 m circa e di raggiungere con le loro granate da 172 kg i 23 km, ma soffrivano di scarsa precisione a lungo raggio.
Eppure, nell'insieme esse erano un eccellente modello di navi da guerra per la loro generazione, assai potenti e certamente molto interessanti, sia pure con difficoltà di integrare una batteria tricalibro nello stesso scafo. Erano in definitiva assai simili alla Classe Regina Margherita, ma molto più protette, sia pure con 1,5 nodi di velocità in meno.
La costruzione delle ultime 3 navi della classe avvenne quando ormai le Lord Nelson erano già state impostate, e così parte della classe venne realizzata su di un contesto in cui appariva già obsoleta.

## Navi
Le 8 unità erano:
- Africa, costruita nei cantieri navali Chatham, impostata il 27 gennaio 1904, varata il 20 maggio 1905 ed entrata in servizio il 6 novembre 1906. Partecipò alla Prima guerra balcanica e alla prima guerra mondiale. Venne venduta per essere demolita nel 1920.
- Britannia, costruita nei cantieri di Portsmouth, venne impostata il 4 febbraio 1902, varata il 10 dicembre 1904 ed entrò in servizio l'8 settembre 1906. Partecipò alla Prima guerra balcanica e alla prima guerra mondiale. Venne affondata dal sommergibile tedesco al largo di Capo Trafalgar l'8 novembre 1918, a soli due giorni dalla fine del conflitto, con la perdita di 80 marinai.
- Commonwealth, costruita nei cantieri Fairfield Shipbuilding and Engineering Company, impostata il 17 giugno 1902, varata il 13 maggio 1903 ed entrata in servizio il 9 maggio 1905. Partecipò alla Prima guerra balcanica e alla prima guerra mondiale. Tra il 1918 ed il 1921 servì come nave addestramento per artiglieri e venne venduta per essere demolita nel 1921.
- Dominion, costruita nei cantieri Vickers venne impostata il 23 maggio 1902, varata il 25 agosto 1903 ed entrò in servizio il 15 agosto 1905. Partecipò alla Prima guerra balcanica e alla prima guerra mondiale. Tra il 1918 ed il 1919 servì come nave appoggio. Venne venduta per essere demolita nel 1921.
- Hibernia, costruita nei cantieri di Devonport, venne impostata il 6 gennaio 1904, varata il 17 giugno 1905 ed entrata in servizio il 2 gennaio 1907. Partecipò alla prima guerra balcanica e alla prima guerra mondiale combattendo durante la campagna dei Dardanelli. Tra il 1917 ed il 1919 fece parte della riserva e venne venduta per essere demolita nel 1921.
- Hindustan, costruita nei cantieri John Brown & Company, impostata il 25 ottobre 1902, varata il 19 dicembre 1903 ed entrata in servizio il 22 agosto 1905. Partecipò alla prima guerra balcanica e al primo conflitto mondiale venendo usata per missioni a basso rischio dal 1918. L'anno successivo venne trasferita in riserva e nel 1921 venne venduta per la demolizione.
- King Edward VII, costruita nei cantieri di Devonport, impostata l'8 marzo 1902, varata il 23 luglio 1903 ed entrata in servizio il 7 febbraio 1905. Partecipò alla prima guerra balcanica e alla prima guerra mondiale. Il 6 gennaio 1916 colpì una mina al largo di Capo Wrath e affondò nove ore dopo senza perdita di vite umane.
- New Zealand, dal 1911 rinominata Zealandia. Costruita nei cantieri di Portsmouth, impostata il 9 febbraio 1903, varata il 4 febbraio 1904 ed entrata in servizio l'11 luglio 1905. Partecipò alla prima guerra balcanica e al primo conflitto mondiale, durante il quale prese parte alla campagna dei Dardanelli. In riserva tra il 1917 ed il 1919, venne demolita nel 1921.